# Friedrich Koncilia
Friedrich Koncilia est un footballeur autrichien né le 25 février 1948 à Klagenfurt, qui évoluait au poste de gardien de but au Wacker Innsbruck et en équipe d'Autriche.

## Carrière de joueur
- 1965-1969 : Austria Klagenfurt
- 1969-1971 : WSG Swarovski Wattens
- 1971-1979 : Wacker Innsbruck
- 1979 : Anderlecht
- 1980-1985 : FK Austria Vienne

## Palmarès

### En équipe nationale
- 84 sélections et 0 but avec l'équipe d'Autriche entre 1970 et 1985.

### Avec le Wacker Innsbruck
- Vainqueur de la Mitropa Cup en 1975 et 1976.
- Vainqueur du Championnat d'Autriche de football en 1972, 1973, 1975 et 1977.
- Vainqueur de la Coupe d'Autriche de football en 1973, 1975 et 1978.

### Avec l'Austria Vienne
- Vainqueur du Championnat d'Autriche de football en 1980, 1981, 1984 et 1985.
- Vainqueur de la Coupe d'Autriche de football en 1980, 1982 et 1984.

## Carrière d'entraineur
- 1997-1998 : Gamba Ōsaka